# Tăng huyết áp
Tăng huyết áp (viết tắt là: THA) hay còn gọi là cao huyết áp, lên cơn tăng-xông (nguồn gốc: Hypertension trong tiếng Pháp) là một tình trạng bệnh lý mạn tính, trong đó áp lực máu tác dụng lên thành mạch đo được ở động mạch tăng cao. Tăng huyết áp thường không gây ra triệu chứng. Tuy nhiên, tăng huyết áp lâu dài là một yếu tố nguy cơ chính gây tai biến mạch máu não (đột quỵ), bệnh mạch vành, suy tim, rung nhĩ, bệnh động mạch ngoại vi, giảm thị lực, bệnh thận mạn tính và suy giảm trí nhớ. Tăng huyết áp là nguyên nhân chính gây tử vong sớm trên toàn thế giới.
Tăng huyết áp được phân loại thành tăng huyết áp nguyên phát và tăng huyết áp thứ phát. Khoảng 90–95% số ca là tăng huyết áp nguyên phát, được định nghĩa là dùng để chỉ các trường hợp không xác định được bệnh nguyên gây tăng huyết áp rõ ràng (vô căn). Các yếu tố lối sống làm tăng nguy cơ gồm ăn nhiều muối, thừa cân, hút thuốc lá và lạm dụng rượu. 5–10% số ca còn lại được phân loại là tăng huyết áp thứ phát, được định nghĩa là tăng huyết áp do nguyên nhân có thể xác định được, chẳng hạn như bệnh thận mạn, hẹp động mạch thận, rối loạn nội tiết hoặc sử dụng thuốc tránh thai.
Huyết áp thường được đo bằng hai chỉ số là: huyết áp tâm thu (systolic, viết tắt là HATT, tương ứng với huyết áp tối đa) và huyết áp tâm trương (diastolic, viết tắt là HATTr, tương ứng với huyết áp tối thiểu). Đối với hầu hết người lớn khi nghỉ ngơi, thông thường HATT nằm trong khoảng 100–130 milimét thủy ngân (mmHg) và HATTr nằm trong khoảng 60–80 mmHg. Đối với hầu hết người lớn, tăng huyết áp xuất hiện nếu huyết áp lúc nghỉ ngơi liên tục ở mức lớn hơn hoặc bằng 130/80 hoặc 140/90 mmHg. Huyết áp của trẻ em được tính theo tuổi. Theo dõi huyết áp lưu động (Holter huyết áp) trong thời gian 24 giờ có vẻ chính xác hơn so với đo huyết áp tại văn phòng.
Thay đổi lối sống và dùng thuốc có thể hạ huyết áp và giảm nguy cơ biến chứng sức khỏe. Thay đổi lối sống bao gồm giảm cân, tập thể dục, giảm lượng muối ăn vào, hạn chế cồn và chế độ ăn uống lành mạnh. Nếu thay đổi lối sống là không đủ, thì thuốc huyết áp sẽ được sử dụng. Dùng phối hợp ba loại thuốc có thể kiểm soát huyết áp ở 90% trường hợp. Việc điều trị thuốc hạ áp ở những người có huyết áp >160/100 mmHg có mối tương quan đến cải thiện tuổi thọ. Tác dụng điều trị huyết áp ở khoảng giữa 130/80 mmHg và 160/100 mmHg ít rõ ràng hơn. Thật vậy, một số tổng quan hệ thống vẫn cho thấy lợi ích và một số tổng quan hệ thống khác cho thấy lợi ích không rõ ràng. Tăng huyết áp ảnh hưởng 16 đến 37% dân số trên toàn cầu. Năm 2010, tăng huyết áp được cho là nguyên nhân gây ra 18% tổng số ca tử vong (9,4 triệu người trên toàn cầu).

## Triệu chứng cơ năng và triệu chứng thực thể
Tăng huyết áp hiếm khi biểu hiện ra triệu chứng cơ năng. Việc xác định tăng huyết áp thường thông qua sàng lọc hoặc khi bệnh nhân đến khám về một chứng bệnh không liên quan. Một số người bị tăng huyết áp cho biết họ bị đau đầu (đặc biệt là ở đau vùng chẩm và đau vào buổi sáng), xây xẩm, chóng mặt, ù tai (nghe tiếng ù ù hoặc tiếng rít trong tai), thay đổi thị lực hoặc ngất xỉu. Tuy nhiên, những triệu chứng này có thể do lo âu hơn là tăng huyết áp.
Khi khám thực thể, tăng huyết áp có thể liên quan đến các thay đổi ở đáy mắt khi soi đáy mắt. Mức độ nghiêm trọng của những thay đổi điển hình liên quan đến bệnh võng mạc do tăng huyết áp được phân loại từ độ I đến IV; độ I và II khó phân biệt với nhau. Mức độ nghiêm trọng của bệnh võng mạc có mối tương quan với thời gian hoặc mức độ nghiêm trọng của tăng huyết áp.

### Tăng huyết áp thứ phát
Tăng huyết áp thứ phát là tăng huyết áp do nguyên nhân đã xác định được và có thể đi kèm triệu chứng cơ năng và triệu chứng thực thể cụ thể khác. Lấy một ví dụ là hội chứng Cushing. Ngoài việc gây ra tăng huyết áp còn gây béo trung tâm (béo phì ở vùng thân mình), tiền đái tháo đường, mặt tròn như mặt trăng, bướu mỡ sau cổ và vai (được gọi là bướu trâu) và rạn da màu tím vùng bụng. Bệnh nhận cường giáp thường sụt cân kèm theo tăng cảm giác thèm ăn, nhịp tim nhanh, lồi mắt và run. Hẹp động mạch thận (RAS) có tiếng thổi khu trú ở vùng bụng bên trái hoặc bên phải đường giữa (RAS một bên), hoặc ở cả hai vị trí (RAS hai bên). Hẹp động mạch chủ thường gây ra tụt huyết áp chi dưới so với cánh tay (chỉ số huyết áp cổ chân-cánh tay (ABI) giảm), bắt mạch động mạch đùi thấy chậm hoặc không bắt được. U tủy thượng thận gây ra các cơn tăng huyết áp đột ngột kèm đau đầu, đánh trống ngực, da, niêm mạc nhợt và tăng tiết mồ hôi.

### Cơn tăng huyết áp
Huyết áp tăng rất cao (HATT ≥ 180 mmHg và/hoặc HATTr ≥ 110 mmHg) được gọi là cơn tăng huyết áp. Cơn tăng huyết áp được phân loại thành tăng huyết áp khẩn cấp (không có tổn thương cơ quan đích) hoặc tăng huyết áp cấp cứu (có tổn thương cơ quan đích).
Trong trường hợp tăng huyết áp khẩn cấp, không thấy bằng chứng về tổn thương cơ quan đích gây huyết áp tăng cao. Trong những trường hợp này, có thể uống thuốc để hạ huyết áp dần dần trong vòng 24 đến 48 giờ.
Trong tăng huyết áp cấp cứu, có bằng chứng tổn thương trực tiếp đến một hoặc nhiều cơ quan. Các cơ quan bị ảnh hưởng nhiều nhất gồm não, thận, tim và phổi, gây nên các triệu chứng bao gồm lú lẫn, buồn ngủ, đau ngực và khó thở. Trong tăng huyết áp cấp cứu, huyết áp phải giảm nhanh hơn để ngăn chặn quá trình tổn thương cơ quan, tuy nhiên, thiếu bằng chứng thử nghiệm ngẫu nhiên có đối chứng cho phương pháp điều trị này.

### Thai kỳ
Tăng huyết áp xảy ra ở khoảng 8–10% trường hợp mang thai. Để chẩn đoán tăng huyết áp trong thai kỳ, cần tiến hành 2 lần đo huyết áp cách nhau 6 giờ, và 2 lần này có chỉ số lớn hơn 140/90 mmHg. Bệnh nhân mang thai, có tăng huyết áp được phân loại là tăng huyết áp từ trước khi mang thai kỳ, tăng huyết áp thai kỳ và tiền sản giật.
Tiền sản giật là một tình trạng nghiêm trọng trong nửa sau của thai kỳ và giai đoạn hậu sản (giai đoạn sau sinh), được định nghĩa là tăng huyết áp và protein niệu. Tiền sản giật xảy ra ở khoảng 5% trường hợp mang thai và gây nên khoảng 16% tổng số ca tử vong mẹ trên toàn cầu. Tiền sản giật cũng làm tăng gấp đôi nguy cơ tử vong sơ sinh. Tiền sản giật thường không có triệu chứng và phát hiện bằng cách khám sàng lọc định kỳ. Các triệu chứng tiền sản giật phổ biến nhất là đau đầu, rối loạn thị giác kiểu "đèn nhấp nháy", nôn mửa, đau bụng và phù. Tiền sản giật đôi khi có thể tiến triển thành một tình trạng đe dọa tính mạng gọi là sản giật, đây là một trường hợp tăng huyết áp cấp cứu, gây một số biến chứng nghiêm trọng như mất thị lực, phù não, co giật, suy thận, phù phổi và đông máu nội mạch rải rác (rối loạn đông máu).
Ngược lại, tăng huyết áp thai kỳ định nghĩa là tăng huyết áp khởi phát trong giai đoạn thai kỳ và không kèm theo protein niệu.

### Trẻ em
Chậm phát triển, co giật, gắt gỏng, thờ ơ và khó thở có thể liên quan đến tăng huyết áp ở trẻ sơ sinh và trẻ nhỏ. Ở trẻ lớn hơn, tăng huyết áp có thể gây đau đầu, khó chịu không rõ nguyên nhân, mệt mỏi, chậm phát triển, mờ mắt, chảy máu cam và liệt mặt.

## Nguyên nhân

### Tăng huyết áp nguyên phát
Tăng huyết áp là kết quả của sự tương tác phức tạp giữa gen và các yếu tố môi trường. Đã xác định nhiều biến thể di truyền thông dụng gây ảnh hưởng nhỏ đến huyết áp, và một số biến thể di truyền hiếm có gây ảnh hưởng lớn đến huyết áp. Ngoài ra, nghiên cứu tương quan toàn bộ nhiễm sắc thể (GWAS) đã xác định được 35 locus liên quan đến huyết áp, trong đó mới tìm thấy được 12 locus. Nghiên cứu các vị trí (điểm) đa hình đơn nucleotide (single-nucleotide polymorphism, SNP) tại vị trí trọng điểm cho 12 locus mới tìm thấy ở trên cho thấy mối liên hệ với quá trình methyl hóa DNA tại nhiều vị trí CpG gần đó. Những vị trí SNP trọng điểm này nằm trong các gen liên quan đến cơ trơn mạch máu và chức năng thận. Theo một khía cạnh nào đó, quá trình methyl hóa DNA ảnh hưởng đến sự liên kết các biến thể di truyền phổ biến với nhiều kiểu hình, mặc dù các cơ chế ẩn dưới các mối liên hệ này vẫn chưa được tìm hiểu rõ. Thử nghiệm biến thể đơn lẻ được thực hiện trong nghiên cứu này đối với 35 SNP trọng điểm (đã biết và mới biết) cho thấy các biến thể di truyền đơn lẻ hoặc tổng hợp góp phần gây ra nguy cơ mắc các bệnh liên quan đến tăng huyết áp.
Huyết áp tăng dần theo tuổi. Nếu dùng chế độ ăn uống và lối sống kiểu phương Tây thì nguy cơ bị tăng huyết áp lúc về già là rất cao. Một số yếu tố môi trường ảnh hưởng đến huyết áp. Ăn nhiều muối làm tăng huyết áp ở nhóm người nhạy cảm với muối. Lười tập thể dục và thể trạng béo phì trung tâm cũng có thể gây tăng nguy cơ. Có một số yếu tố khác ảnh hưởng tới huyết áp như dùng caffein và thiếu vitamin D, tuy nhiên mối tương quan chưa rõ ràng. Kháng insulin gặp phổ biến ở bệnh nhân béo phì, là một thành phần của hội chứng X (hoặc hội chứng chuyển hóa), cũng góp phần gây tăng huyết áp.
Các sự kiện trong giai đoạn đầu đời, chẳng hạn như sinh nhẹ cân, mẹ hút thuốc và mẹ không cho con bú sữa mẹ có thể là các yếu tố nguy cơ gây tăng huyết áp vô căn ở người trưởng thành, mặc dù các cơ chế giữa các yếu tố này với tăng huyết áp ở người trưởng thành vẫn chưa rõ ràng. Tăng acid uric máu tìm thấy ở những người bị tăng huyết áp không được điều trị so với những người có huyết áp bình thường, mặc dù không chắc liệu tăng acid uric này đóng vai trò nguyên nhân hay là yếu tố phụ thuộc vào chức năng thận kém. Huyết áp trung bình có thể cao hơn vào mùa đông so với mùa hè. Viêm quanh răng cũng liên quan đến huyết áp cao.

### Tăng huyết áp thứ phát
Tăng huyết áp thứ phát là tăng huyết áp xác định được nguyên nhân. Bệnh thận là nguyên nhân thứ phát phổ biến nhất của tăng huyết áp. Tăng huyết áp cũng có thể do bệnh nội tiết, chẳng hạn như hội chứng Cushing, cường giáp, suy giáp, bệnh to đầu chi (acromegaly), hội chứng Conn hoặc cường aldosteron, hẹp động mạch thận (do xơ vữa động mạch hoặc loạn sản sợi cơ), cường cận giáp và u tế bào ưa chromi. Các nguyên nhân khác gây tăng huyết áp thứ phát bao gồm béo phì, ngưng thở khi ngủ, mang thai, hẹp động mạch chủ, ăn quá nhiều cam thảo, uống quá nhiều rượu, uống một số loại thuốc, thảo dược và các chất kích thích như cà phê, cocaine và methamphetamin (ma túy đá). Phơi nhiễm arsenic (thạch tín) qua nước uống được chứng minh là có mối tương quan với tăng huyết áp. Trầm cảm cũng liên quan đến tăng huyết áp. Cô đơn cũng là một yếu tố nguy cơ.
Một tổng quan năm 2018 cho thấy rằng bất kỳ loại rượu nào cũng làm tăng huyết áp ở nam giới, trong khi đó uống một hoặc hai ly rượu sẽ làm tăng nguy cơ tăng huyết áp ở nữ giới.

## Sinh lý bệnh

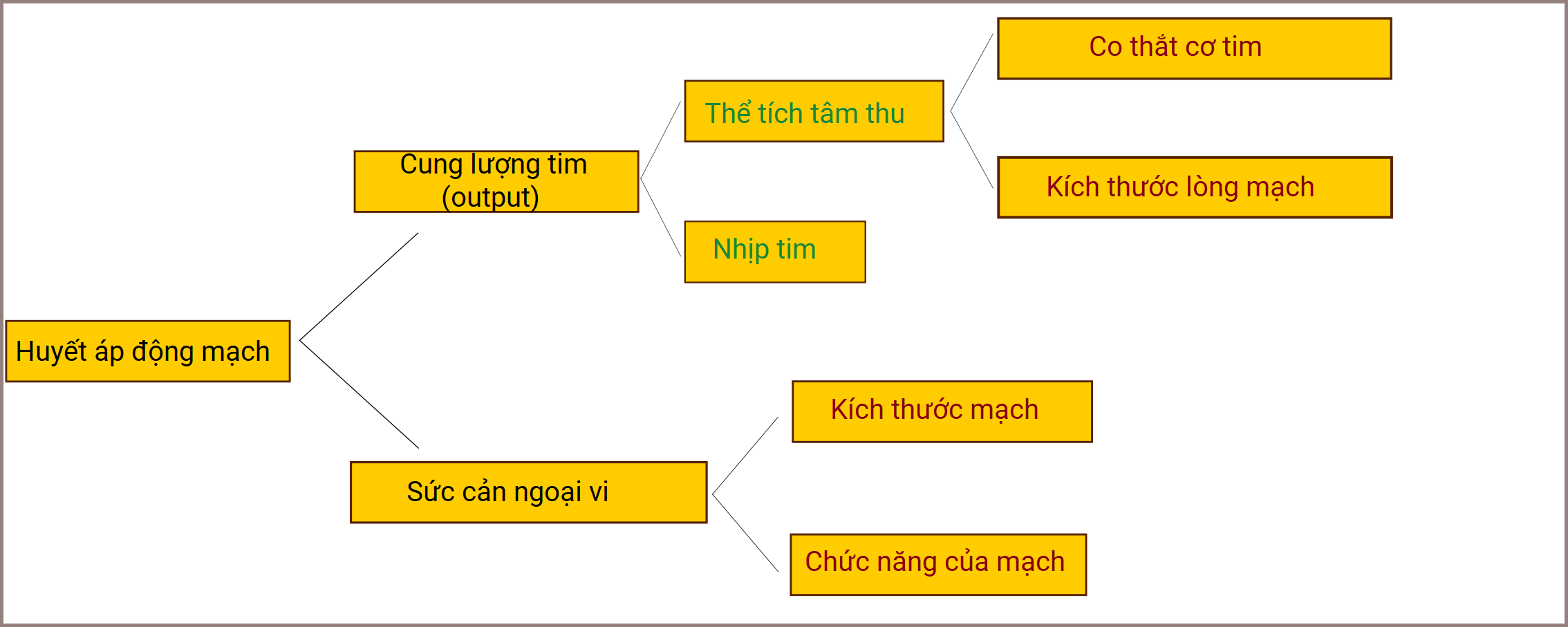
Sơ đồ giải thích các yếu tố ảnh hưởng đến huyết áp động mạch

Phần lớn bệnh nhân tăng huyết áp nguyên phát, tăng sức cản ngoại vi (tổng kháng ngoại vi, là sự cản trở của mạch máu) chiếm áp lực cao trong khi cung lượng tim vẫn bình thường. Có bằng chứng cho thấy một số người trẻ tuổi với tiền tăng huyết áp hay "tăng huyết áp ngoại biên có cung lượng tim cao, nhịp tim cao và kháng ngoại vi bình thường, gọi là tăng huyết áp ngoại biên tăng động." Những cá nhân này sẽ phát triển các đặc điểm điển hình của tăng huyết áp nguyên phát khi về già, khi mà cung lượng tim giảm và sức cản ngoại vi tăng lên theo tuổi tác. Tuy nhiên cơ chế này có phải là điển hình của tất cả những người bị tăng huyết áp hay không vẫn còn đang tranh cãi. Sức cản ngoại vi tăng lên trong bệnh tăng huyết áp đã xác định chủ yếu là do sự thu hẹp cấu trúc của các động mạch nhỏ và tiểu động mạch. Giảm số lượng hoặc mật độ các mao mạch cũng có thể góp một phần gây nên tăng sức cản.
Không rõ liệu sự co mạch của các tiểu động mạch có vai trò trong tăng huyết áp hay không. Tăng huyết áp cũng liên quan đến giảm độ giãn nở của tĩnh mạch ngoại biên, có thể làm tăng hồi lưu tĩnh mạch, tăng tiền gánh (hay tiền tải) cho tim và cuối cùng là gây rối loạn chức năng tâm trương.

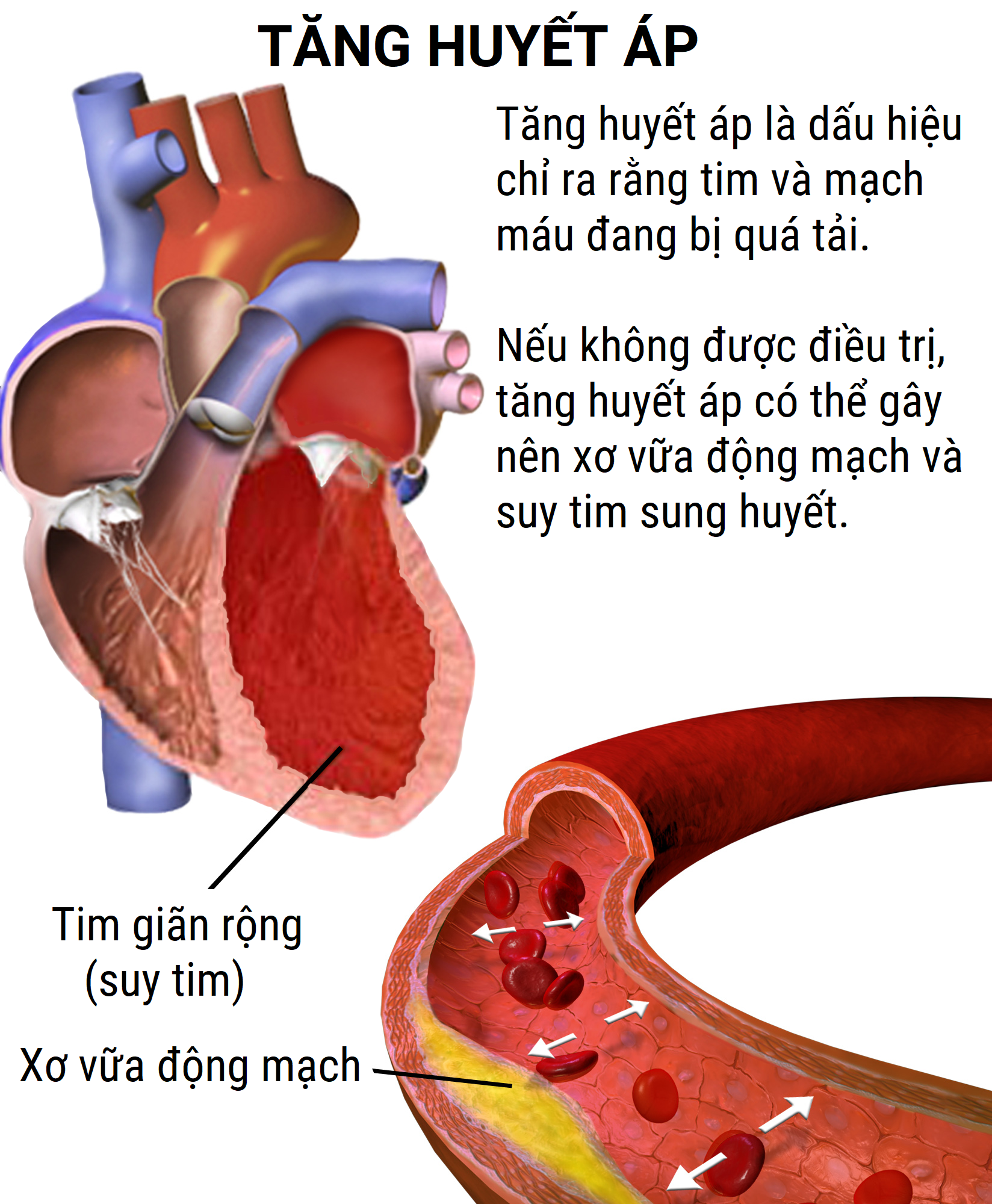
Hình vẽ mô tả các tác động của tăng huyết áp

Áp lực mạch (chênh lệch giữa HATT và HATTr) thường tăng ở người cao tuổi bị tăng huyết áp. HATT cao bất thường, nhưng HATTr có thể bình thường hoặc thấp gây nên tình trạng tăng huyết áp tâm thu đơn độc. Người cao tuổi bị tăng huyết áp hoặc tăng huyết áp tâm thu đơn độc được giải thích là do tăng độ cứng động mạch, thường đi kèm với lão hóa và có thể chính tăng huyết áp gây nên tăng độ cứng động mạch.
Nhiều cơ chế được đề xuất để giải thích cho sự gia tăng sức cản ngoại vi trong tăng huyết áp. Hầu hết các bằng chứng liên quan đến rối loạn bài tiết muối và nước của thận (đặc biệt là những bất thường trong hệ thống renin–angiotensin trong thận) hoặc những bất thường của hệ thần kinh giao cảm. Các cơ chế này không mâu thuẫn nhau và có khả năng là cả hai cơ chế này đều đóng góp ở một mức độ nào đó trong hầu hết các trường hợp tăng huyết áp vô căn (tăng huyết áp nguyên phát). Người ta cũng cho rằng rối loạn chức năng nội mô và viêm mạch máu cũng có thể góp phần làm tăng sức cản ngoại vi và tổn thương mạch máu trong tăng huyết áp. Các nghiên cứu có đề cập tới Interleukin 17, yếu tố làm tăng sản xuất một số tín hiệu hóa học khác của hệ thống miễn dịch được cho là có liên quan đến tăng huyết áp như yếu tố hoại tử khối u alpha, interleukin 1, interleukin 6 và interleukin 8.
Quá nhiều natri hoặc không đủ kali trong chế độ ăn uống dẫn đến dư thừa natri nội bào, làm co cơ trơn mạch máu, hạn chế lưu lượng máu và do đó làm tăng huyết áp.

## Chẩn đoán
Chẩn đoán tăng huyết áp dựa vào huyết áp bệnh nhân cao liên tục, kể cả lúc nghỉ. Hội Tim mạch Hoa Kỳ (AHA) khuyến nghị thực hiện ít nhất 03 lần đo khi nghỉ ngơi trong ít nhất 02 lần đi khám sức khỏe khác nhau. Viện Y tế và Chất lượng Điều trị Quốc gia (NICE) Vương quốc Anh khuyến nghị theo dõi huyết áp lưu động để chẩn đoán xác định tăng huyết áp nếu huyết áp đo được tại phòng khám từ 140/90 mmHg trở lên.

### Kỹ thuật đo

Quy trình đo huyết áp đúng cách

Để chẩn đoán chính xác tăng huyết áp, cần sử dụng kỹ thuật đo huyết áp thích hợp. Đo huyết áp không đúng cách là rất hay gặp, có thể thay đổi chỉ số huyết áp đo được so với huyết áp thực lên đến 10 mmHg, dẫn đến chẩn đoán sai và phân loại sai tăng huyết áp. Để đo huyết áp đúng cách, người khám yêu cầu người bệnh phải ngồi yên trong ít nhất 05 phút, sau đó cuốn vòng đo huyết áp có kích cỡ phù hợp vào cánh tay, vén cao tay áo. Người bệnh nên ngồi dựa lưng, bàn chân đặt dưới đất và không bắt chéo hai chân. Trong quá trình đo huyết áp, người bệnh không nên nói chuyện hoặc cử động. Cánh tay được đo phải được đặt trên một bề mặt phẳng ngang mức với tim. Nên đo huyết áp trong phòng yên tĩnh để nhân viên y tế kiểm tra huyết áp có thể nghe thấy tiếng Korotkoff khi nghe động mạch cánh tay bằng ống nghe để đo huyết áp chính xác. Nên xả hơi từ vòng đo huyết áp từ từ (2–3 mmHg mỗi nhịp đập) để lắng nghe tiếng Korotkoff. Nên làm trống bàng quang trước khi đo huyết áp (tức là dặn bệnh nhân đi tiểu tiện) vì nếu bàng quang căng có thể làm tăng huyết áp lên tới 15/10 mmHg. Nên lấy nhiều chỉ số huyết áp (ít nhất là 02 lần) cách nhau 1–2 phút để đảm bảo độ chính xác. Theo dõi huyết áp lưu động (Holter huyết áp) trong vòng 12 đến 24 giờ là phương pháp chính xác nhất để xác định chẩn đoán. những người có chỉ số huyết áp rất cao, đặc biệt là khi suy chức năng các cơ quan thì không cần dùng huyết áp lưu động.
Sử dụng máy đo huyết áp lưu động 24 giờ (holter huyết áp) và máy đo huyết áp tại nhà giúp hạn chế được chẩn đoán sai ở những người bị tăng huyết áp áo choàng trắng làm thay đổi phác đồ điều trị. Ở Vương quốc Anh, phương pháp tốt nhất hiện nay là theo dõi kết quả đo tại phòng khám kèm đo huyết áp lưu động, hoặc lý tưởng hơn là theo dõi huyết áp tại nhà trong vòng 7 ngày. Lực lượng đặc nhiệm các dịch vụ phòng ngừa bệnh tật Hoa Kỳ (USPSTF) cũng khuyến nghị thực hiện đo huyết áp thường xuyên bên ngoài không gian cung cấp dịch vụ chăm sóc y tế. Tăng huyết áp giả tạo ở người cao tuổi hay hội chứng động mạch không do chèn ép cũng cần cân nhắc. Tình trạng này được cho là do vôi hóa động mạch dẫn đến kết quả đo huyết áp cao bất thường bằng vòng đo huyết áp trong khi đo huyết áp trong động mạch là bình thường. Tăng huyết áp tư thế đứng là hiện tượng khi huyết áp tăng khi bệnh nhân đứng.

### Khám các cơ quan khác
| Hệ cơ quan    | Xét nghiệm được chỉ định                                          |
| ------------- | ----------------------------------------------------------------- |
| Tiết niệu     | Soi cặn nước tiểu, protein niệu, urea niệu, creatinine            |
| Nội tiết      | Natri, kali, calci, TSH máu                                       |
| Trao đổi chất | Đường huyết lúc đói, HDL, LDL, cholesterol toàn phần, triglycerid |
| Khác          | Hematocrit, điện tâm đồ, X quang ngực                             |

Sau khi chẩn đoán tăng huyết áp, người khám thường cố gắng xác định nguyên nhân dựa trên yếu tố nguy cơ và các triệu chứng khác của bệnh nhân (nếu có). Tăng huyết áp thứ phát thường phổ biến hơn ở trẻ em trước tuổi vị thành niên, với hầu hết các trường hợp do bệnh thận gây ra. Tăng huyết áp nguyên phát phổ biến ở thanh thiếu niên và người lớn, những người có nhiều yếu tố nguy cơ như béo phì và tiền sử gia đình bị tăng huyết áp. Các xét nghiệm có thể giúp chẩn đoán nguyên nhân gây tăng huyết áp thứ phát và để xác định xem liệu tăng huyết áp có gây tổn thương cho tim, mắt và thận hay không. Các xét nghiệm theo dõi đái tháo đường và cholesterol máu cao thường được chỉ định vì các bệnh trên là yếu tố nguy cơ của bệnh tim mạch và có thể cần điều trị.
Để đánh giá ban đầu bệnh nhân tăng huyết áp cần hỏi bệnh sử và khám lâm sàng đầy đủ. Chỉ định xét nghiệm creatinin huyết thanh giúp đánh giá chức năng thận, có thể là nguyên nhân gây tăng huyết áp hoặc hậu quả của tăng huyết áp. Guildline 2003 của Hội Tim mạch Hoa Kỳ (AHA) ủng hộ việc sử dụng các phương trình như công thức MDRD để ước tính mức lọc cầu thận (eGFR). Mức lọc cầu thận ước tính eGFR có thể cung cấp thông tin chức năng thận, được sử dụng để theo dõi tác dụng phụ của một số lọi thuốc hạ huyết áp đối với chức năng thận. Ngoài ra có thể chỉ định xét nghiệm mẫu nước tiểu để tìm protein niệu để theo dõi bệnh thận. Làm điện tâm đồ (ECG) để tìm các dấu hiệu cho thấy tim bị ảnh hưởng do huyết áp cao. Điện tâm đồ cũng có thể cho biết liệu có cơ tim có bị dày lên (phì đại tâm thất trái) hay liệu tim đã trải qua một rối loạn nhỏ trước đó chẳng hạn như một cơn nhồi máu cơ tim thầm lặng. Chụp X-quang ngực hoặc siêu âm tim giúp tìm dấu hiệu phì đại tim hoặc tổn thương tim.

### Phân loại ở người lớn
| Mức độ                                       | HATT (mmHg)     | HATTr (mmHg) |
| -------------------------------------------- | --------------- | ------------ |
| Huyết áp thấp                                | < 90            | < 60         |
| Huyết áp bình thường                         | 90–119 90–129   | 60–79 60–84  |
| Tiền tăng huyết áp(huyết áp bình thường cao) | 120–129 130–139 | 60–79 85–89  |
| THA giai đoạn 1                              | 130–139 140–159 | 80–89 90–99  |
| THA giai đoạn 2                              | >140 160–179    | >90 100–109  |
| THA cấp cứu                                  | ≥ 180           | ≥ 120        |
| Tăng huyết áp tâm thu đơn độc                | ≥ 140           | < 90         |
| Tăng huyết áp tâm trương đơn độc             | < 140           | ≥ 90         |

Ở những người từ 18 tuổi trở lên, tăng huyết áp được định nghĩa là huyết áp tâm thu (HATT) hoặc huyết áp tâm trương (HATTr) luôn cao hơn giá trị bình thường được chấp nhận (giá trị HATT cao hơn 129 hoặc 139 mmHg, HATTr 89 mmHg, tùy theo guildline). Các ngưỡng khác được sử dụng (HATT: 135 mmHg hoặc HATTr: 85 mmHg) nếu đo tại nhà hoặc holter huyết áp 24 giờ. Các guildline tăng huyết áp quốc tế gần đây cũng đề cập đến giá trị huyết áp trong khoảng bình thường cao (tức là tiền tăng huyết áp) để nhấn mạnh nguy cơ gặp phải nếu duy trì giá trị huyết áp như vậy trong thời gian dài. Báo cáo lần thứ 7 của Liên Ủy ban Quốc gia về Dự phòng, Phát hiện, Đánh giá và Điều trị Tăng huyết áp (JNC 7) xuất bản năm 2003 sử dụng thuật ngữ tiền tăng huyết áp cho HATT trong khoảng 120–139 mmHg hoặc HATTr trong khoảng 80–89 mmHg, trong khi Guideline của Hội Tăng huyết áp Châu Âu (2007) và Hội Tăng huyết áp Anh (BHS) IV (2004) sử dụng các mức độ huyết áp tối ưu, huyết áp bình thường và huyết áp bình thường cao để chia nhỏ các mốc huyết áp mà HATT dưới 140 mmHg và HATTr dưới 90 mmHg. Tăng huyết áp cũng có các phân loại phụ: JNC 7 phân biệt tăng huyết áp giai đoạn I, tăng huyết áp giai đoạn II và tăng huyết áp tâm thu đơn độc. Tăng huyết áp tâm thu đơn độc là tình trạng huyết áp tâm thu tăng cao trong khi huyết áp tâm trương bình thường và thường gặp ở người cao tuổi. Hướng dẫn ESH-ESC (2007) và BHS IV (2004) phân loại thêm tăng huyết áp giai đoạn III cho những người có HATT vượt quá 179 mmHg hoặc HATTr trên 109 mmHg. Tăng huyết áp được phân loại là "kháng trị" nếu thuốc không làm giảm huyết áp xuống mức bình thường. Vào tháng 11 năm 2017, Hội Tim mạch Hoa Kỳ và Đại học Tim mạch Hoa Kỳ xuất bản một guideline chung cập nhật các khuyến nghị của báo cáo JNC 7. Guideline của Hội Tăng huyết áp Quốc tế năm 2020 (ISH 2020) xác định:
Chẩn đoán tăng huyết áp khi:

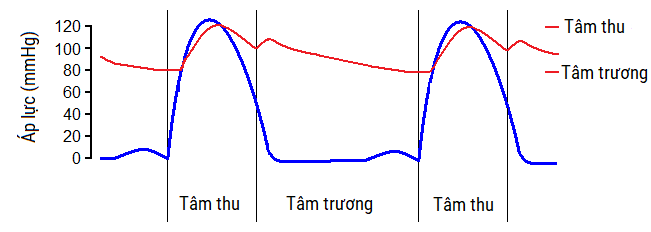
Sự thay đổi áp suất bên trong tâm thất trái (đường màu xanh) và động mạch chủ (đường màu đỏ) qua hai chu chuyển tim. Biểu đồ mô tả HATT và HATTr

- huyết áp tại phòng khám có HATT ≥140 mmHg và/hoặc HATTr ≥90 mmHg,
- hoặc huyết áp theo dõi tại nhà có HATT ≥135 mmHg và/hoặc HATTr ≥85 mmHg,
- hoặc holter huyết áp 24 giờ có:
  - trung bình huyết áp 24h có HATT ≥130 mmHg và/hoặc HATTr ≥80 mmHg,
  - hoặc trung bình huyết áp của ban ngày có HATT ≥135 mmHg và/hoặc HATTr ≥85 mmHg,
  - hoặc trung bình huyết áp của ban đêm có HATT ≥120 mmHg và/hoặc HATTr ≥70 mmHg.— ISH 2020

### Trẻ em
Tăng huyết áp có ở 0,2 đến 3% trẻ sơ sinh; tuy nhiên, huyết áp thường không đo thường ngày ở những trẻ khỏe mạnh. Tăng huyết áp là yếu tố nguy cơ cao thường gặp ở trẻ sơ sinh. Để kết luận liệu huyết áp trẻ sơ sinh có bình thường hay không, phải cân nhắc tới các yếu tố như tuổi thai, cân nặng khi sinh.
Tăng huyết áp được định nghĩa là huyết áp tăng cao trong nhiều lần khám ảnh hưởng đến 1% đến 5% trẻ em, thanh thiếu niên và có liên quan đến các nguy cơ bệnh tật lâu dài. Huyết áp tăng theo tuổi ở thời thơ ấu và ở trẻ em, tăng huyết áp được định nghĩa là huyết áp tâm thu hoặc tâm trương trung bình trong 03 lần trở lên bằng hoặc cao hơn (≥) bách phân vị 95 dựa trên giới tính, độ tuổi và chiều cao của trẻ. Tuy nhiên, tăng huyết áp phải được xác nhận qua các lần khám trước khi xác định trẻ có bị tăng huyết áp hay không. Tiền tăng huyết áp ở trẻ em được định nghĩa là huyết áp tâm thu hoặc tâm trương lớn hơn hoặc bằng (≥) bách phân vị 90, nhưng thấp hơn (<) bách phân vị 95 Ở thanh thiếu niên, có đề xuất cho rằng rằng tăng huyết áp và tiền tăng huyết áp được chẩn đoán và phân loại với các tiêu chí giống như ở người lớn.
Giá trị của sàng lọc định kỳ tăng huyết áp ở trẻ em trên 3 tuổi vẫn còn gây nhiều tranh cãi. Năm 2004, Chương trình Giáo dục Huyết áp Quốc gia khuyến nghị trẻ em từ 3 tuổi trở lên nên đo huyết áp ít nhất 01 lần trong mỗi lần khám sức khỏe và Viện Tim, Phổi và Máu Quốc gia và Học viện Nhi khoa Hoa Kỳ cũng đưa ra khuyến nghị tương tự. Tuy nhiên, Học viện Bác sĩ Gia đình Hoa Kỳ ủng hộ quan điểm của Lực lượng đặc nhiệm các dịch vụ phòng ngừa bệnh tật Hoa Kỳ (USPSTF) rằng bằng chứng sẵn có là không đủ để xác định sự cân bằng giữa lợi ích và tác hại của việc sàng lọc tăng huyết áp ở trẻ em và thanh thiếu niên không có triệu chứng.

## Phòng ngừa
Phần lớn gánh nặng bệnh tật do huyết áp cao gây ra cho những người không được chẩn đoán tăng huyết áp. Do đó, cần thiết lập các chiến lược dân số để giảm hậu quả của tăng huyết áp và giảm nhu cầu dùng thuốc hạ huyết áp. Để hạ huyết áp, thay đổi lối sống được ưu tiên khuyến nghị trước khi bắt đầu dùng thuốc hạ áp. Hướng dẫn của Hội Tăng huyết áp Anh năm 2004 đề xuất thay đổi lối sống phù hợp với những thay đổi được vạch ra trong Chương trình Giáo dục Huyết áp Cao Quốc gia Hoa Kỳ năm 2002 để phòng ngừa tăng huyết áp nguyên phát:
- duy trì trọng lượng cơ thể bình thường đối với người lớn (ví dụ: chỉ số khối cơ thể (BMI) 20–25 kg/m2)
- giảm lượng natri ăn vào<100 mmol/ngày (< 6 g natri chloride hoặc < 2,4 g natri mỗi ngày)
- tham gia hoạt động thể chất sức bền (thể dục aerobic) thường xuyên như đi bộ nhanh (≥ 30 phút mỗi ngày, hầu hết các ngày trong tuần)
- hạn chế uống rượu không quá 3 đơn vị/ngày ở nam và không quá 2 đơn vị/ngày ở nữ
- áp dụng chế độ ăn nhiều trái cây và rau quả;
- hạn chế stress[106]

Một số kỹ thuật thư giãn có thể giúp giảm căng thẳng là:
- thiền
- tắm nước ấm
- tập yoga
- đi bộ đường dài[106]

Thay đổi lối sống hiệu quả có thể có tác dụng làm giảm huyết áp tương đương việc sử dụng 1 loại thuốc hạ huyết áp. Sự kết hợp của hai hoặc nhiều lối sống hợp lý có thể đạt được kết quả tốt hơn nữa. Có bằng chứng đáng kể cho thấy việc giảm lượng muối trong chế độ ăn uống sẽ làm giảm huyết áp, nhưng liệu giảm lượng muối có dẫn đến giảm tỷ lệ tử vong và bệnh tim mạch hay không thì vẫn chưa có bằng chứng chắc chắn. Lượng natri ước tính ≥ 6 g/ngày và < 3 g/ngày đều có mối tương quan đến nguy cơ tử vong cao hoặc bệnh tim mạch nặng, nhưng mối liên quan giữa lượng natri cao và kết quả bất lợi chỉ được quan sát thấy ở những người bị tăng huyết áp. Do đó, vì không có kết quả từ các thử nghiệm lâm sàng ngẫu nhiên có đối chứng nên có nghi vấn về hiệu quả của việc giảm lượng muối ăn vào dưới 3g/ngày. Hướng dẫn của ESC đề cập đến viêm quanh răng có liên quan đến tình trạng sức khỏe tim mạch kém.
Giá trị của sàng lọc định kỳ tăng huyết áp ở trẻ em trên 3 tuổi vẫn còn gây nhiều tranh cãi. Năm 2004, Chương trình Giáo dục Huyết áp Quốc gia khuyến nghị trẻ em từ 3 tuổi trở lên nên đo huyết áp ít nhất 01 lần trong mỗi lần khám sức khỏe và Viện Tim, Phổi và Máu Quốc gia và Học viện Nhi khoa Hoa Kỳ cũng đưa ra khuyến nghị tương tự. Tuy nhiên, Học viện Bác sĩ Gia đình Hoa Kỳ ủng hộ quan điểm của Lực lượng đặc nhiệm các dịch vụ phòng ngừa bệnh tật Hoa Kỳ (USPSTF) rằng bằng chứng sẵn có là không đủ để xác định sự cân bằng giữa lợi ích và tác hại của việc sàng lọc tăng huyết áp ở trẻ em và thanh thiếu niên không có triệu chứng.

## Điều trị và quản lý tăng huyết áp
Theo một tổng quan xuất bản năm 2003, giảm huyết áp 5 mmHg có thể làm giảm 34% nguy cơ đột quỵ, 21% nhồi máu cơ tim và giảm nguy cơ mắc sa sút trí tuệ, suy tim và tử vong do bệnh tim mạch.

### Huyết áp mục tiêu
Để điều trị bệnh nhân tăng huyết áp, nhiều nhóm chuyên gia khác nhau cùng nhau bàn và đưa ra các guideline khác nhau về mục tiêu huyết áp điều trị. Họ đề xuất mục tiêu huyết áp dưới 140–160/90–100 mmHg. Các bài tổng quan hệ thống của Cochrane đề xuất mục tiêu tương tự cho từng nhóm bệnh nhân, chẳng hạn như bệnh nhân đái tháo đường và những người mắc bệnh tim mạch trước đó. Ngoài ra, các bài tổng quan hệ thống của Cochrane phát hiện ra rằng đối với những người lớn tuổi có nguy cơ mắc bệnh tim mạch từ trung bình đến cao, lợi ích của việc cố gắng đạt được mục tiêu huyết áp thấp hơn tiêu chuẩn (≤ 140/90 mmHg) lớn hơn nhiều so với nguy cơ gặp phải liên quan đến can thiệp tim mạch. Tuy nhiên phát hiện này không được áp dụng cho các nhóm người bệnh khác.
Nhiều nhóm chuyên gia đề xuất mục tiêu huyết áp cao hơn một chút là 150/90 mmHg cho những người ở độ tuổi từ 60 đến 80. JNC-8 và Hội bác sĩ Hoa Kỳ khuyến nghị mục tiêu 150/90 mmHg cho những người trên 60 tuổi, nhưng một số chuyên gia không đồng ý với khuyến nghị. Một số nhóm chuyên gia cũng khuyến nghị hạ thấp huyết áp mục tiêu một chút (thấp hơn thì tốt hơn - "lower the better") ở những người mắc bệnh tiểu đường hoặc bệnh thận mạn tính có protein niệu, nhưng những nhóm chuyên gia khác lại khuyến nghị mục tiêu huyết áp ở những bệnh nhân trên cần giống như đối với các bệnh nhân khác nói chung. Vấn đề huyết áp mục tiêu tốt nhất là gì và câu hỏi rằng liệu các huyết áp mục tiêu có nên khác nhau đối với những người có nguy cơ cao hay không vẫn chưa được giải đáp cụ thể, mặc dù một số chuyên gia đề xuất nên đặt mục tiêu huyết áp thấp hơn nhiều hơn so với khuyến nghị trong một số guideline.
Đối với những người chưa bao giờ mắc bệnh tim mạch mà có nguy cơ mắc bệnh tim mạch trong 10 năm dưới 10%, hướng dẫn của Hội Tim mạch Hoa Kỳ năm 2017 khuyến nghị dùng thuốc nếu HATT > 140 mmHg hoặc nếu HATTr > 90 mmHg. Đối với những người đã từng mắc bệnh tim mạch hoặc những người có nguy cơ mắc bệnh tim mạch cao hơn 10% trong 10 năm, khuyến cáo dùng thuốc nếu HATT >130 mmHg hoặc nếu HATTr > 80 mmHg.

### Thay đổi lối sống
Phương pháp điều trị đầu tiên đối với bệnh tăng huyết áp là thay đổi lối sống, bao gồm thay đổi chế độ ăn uống, tập thể dục và giảm cân. Mặc dù tất cả những điều này đã được khuyến nghị trong các tư vấn khoa học, một tổng quan hệ thống của Cochrane không tìm thấy bằng chứng (do thiếu dữ liệu) về tác động của chế độ ăn kiêng giảm cân đối với tỷ lệ tử vong, biến chứng lâu dài hoặc tác dụng phụ ở người bị tăng huyết áp. Đánh giá đã tìm thấy ăn kiêng làm giảm trọng lượng cơ thể và huyết áp. Hiệu quả tiềm năng của phương pháp này tương tự và đôi khi vượt quá hiệu quả hạ huyết áp khi bệnh nhân dùng một loại thuốc. Nếu bệnh nhân tăng huyết áp đủ cao đến mức cần dùng thuốc hạ áp ngay lập tức, thay đổi lối sống vẫn được khuyến nghị khi điều trị thuốc.
Những thay đổi về chế độ ăn uống được chứng minh là làm giảm huyết áp bao gồm chế độ ăn ít natri, chế độ ăn DASH (Phương pháp Tiếp cận Dinh dưỡng để Hạn chế Tăng huyết áp, là chế độ ăn tốt nhất so với 11 chế độ ăn khác trong một tổng quan theo phương pháp "umbrella") và chế độ ăn thực vật. Có một số bằng chứng cho thấy uống trà xanh có thể giúp giảm huyết áp, nhưng chưa đủ bằng chứng để khuyến nghị uống trà xanh như một phương pháp điều trị. Có bằng chứng từ các thử nghiệm lâm sàng ngẫu nhiên, mù đôi, có đối chứng có sử dụng giả dược cho thấy uống trà Hibiscus (trà hoa atiso đỏ) làm giảm đáng kể huyết áp tâm thu (-4,71 mmHg, 95% CI [-7,87, -1,55]) và huyết áp tâm trương (-4,08 mmHg, 95 %CI [-6,48, -1,67]). Uống nước ép củ dền cũng làm giảm đáng kể huyết áp của những người bị tăng huyết áp.
Tăng hàm lượng kali trong chế độ ăn uống có lợi ích tiềm tàng trong việc giảm nguy cơ tăng huyết áp. Ủy ban Tư vấn Hướng dẫn Chế độ ăn uống năm 2015 (DGAC) tuyên bố rằng kali là một trong những chất dinh dưỡng thiếu hụt được tiêu thụ dưới mức ở Hoa Kỳ. Tuy nhiên, những người dùng một số loại thuốc hạ huyết áp (chẳng hạn như thuốc ức chế men chuyển (ACEi) hoặc thuốc chẹn thụ thể AT1 (ARB)) không nên bổ sung kali hoặc muối giàu kali do nguy cơ có hàm lượng kali cao.
Các chế độ tập luyện thể chất được chứng minh là làm giảm huyết áp bao gồm tập co cơ đẳng trường (tập isometric), tập aerobic, tập có kháng lực và tập thở có máy hướng dẫn.
Các kỹ thuật giảm căng thẳng thần kinh như phản hồi sinh học (biofeedback) hoặc thiền siêu việt (Transcendental Meditation) có thể được coi là một phương pháp điều trị thay thế để giảm huyết áp, nhưng không có bằng chứng giúp ngăn ngừa bệnh tim mạch. Tự đo huyết áp và tái khám có thể hỗ trợ việc sử dụng các chiến lược để cải thiện kiểm soát huyết áp, nhưng cần đánh giá thêm.

### Thuốc điều trị huyết áp
Thuốc điều trị huyết áp còn được gọi là thuốc hạ huyết áp.
Thuốc điều trị tăng huyết áp đầu tay (first-line) bao gồm thuốc lợi tiểu thiazide, thuốc chẹn kênh calci, thuốc ức chế men chuyển angiotensin (ACEi) và thuốc chẹn thụ thể angiotensin II type 1 (ARB). Những loại thuốc này được sử dụng đơn lẻ hoặc phối hợp (chống chỉ định kết hợp ACEi và ARB). Thuốc thứ hai được lựa chọn có tác dụng giảm thiểu tác động của cơ chế điều hòa ngược, làm huyết áp quay trở về giá trị trước khi điều trị. Hầu hết bệnh nhân cần nhiều hơn một loại thuốc để kiểm soát tăng huyết áp. Thuốc kiểm soát huyết áp nên được kê theo từng bước nếu huyết áp không đạt được mức mục tiêu. Các chuyên gia chăm sóc sức khỏe có thể xem xét dừng thuốc ở người cao tuổi vì không có bằng chứng chắc chắn về việc dừng thuốc có tác động lên tỷ lệ tử vong, nhồi máu cơ tim và đột quỵ.
Các thuốc chẹn beta trước đây như atenolol được cho là có tác dụng có lợi khi được sử dụng làm điều trị đầu tay cho bệnh tăng huyết áp. Tuy nhiên, một tổng quan Cochrane bao gồm 13 thử nghiệm cho thấy tác dụng của thuốc chẹn beta kém hơn so với các thuốc hạ huyết áp khác trong việc ngăn ngừa bệnh tim mạch.
Việc kê đơn thuốc hạ huyết áp cho trẻ em bị tăng huyết áp có bằng chứng hạn chế khi so sánh nhóm sử dụng thuốc với nhóm dùng giả dược. Nghiên cứu cho thấy thuốc có tác dụng khiêm tốn đối với huyết áp trong thời gian ngắn. Dùng liều cao hơn không làm giảm huyết áp nhiều hơn.

### Tăng huyết áp kháng trị
Theo AMA (Hội Y khoa Hoa Kỳ), tăng huyết áp kháng trị (resistant hypertension) được định nghĩa là huyết áp cao vẫn duy trì cao hơn mức huyết áp mục tiêu, mặc dù đã được dùng phối hợp từ 03 loại thuốc hạ huyết áp trở lên với các cơ chế hoạt động khác nhau. Không uống thuốc theo chỉ định (không tuân thủ điều trị) là một nguyên nhân quan trọng gây tăng huyết áp kháng trị. Tăng huyết áp kháng trị cũng có thể là kết quả của quá trình hoạt động căng thẳng lâu dài của hệ thần kinh tự chủ, một hiệu ứng được gọi là tăng huyết áp thần kinh. Các liệu pháp điện kích thích phản xạ thụ thể cảm áp (baroreflex) đang được nghiên cứu như một lựa chọn để hạ huyết áp ở những bệnh nhân trong tình huống này.
Một số nguyên nhân thứ phát phổ biến của tăng huyết áp kháng trị bao gồm ngưng thở khi ngủ do tắc nghẽn, u tủy thượng thận (một loại u nội tiết thần kinh), hẹp động mạch thận, hẹp eo động mạch chủ và cường aldosteron nguyên phát. Cứ 05 người bị tăng huyết áp kháng trị thì có một người mắc chứng cường aldosteron nguyên phát, đây là một tình trạng có thể điều trị được và đôi khi có thể chữa khỏi.
Thuật ngữ refractory hypertension để chỉ tăng huyết áp kháng trị khi mà bệnh nhân dùng ít nhất 05 loại thuốc hạ huyết áp thuộc các nhóm khác nhau, bao gồm lợi tiểu thiazide tác dụng kéo dài, thuốc chẹn kênh calci và thuốc chẹn hệ renin-angiotensin nhưng huyết áp vẫn tăng cao không kiểm soát được. Những người bị tăng huyết áp kháng trị thường do hệ thần kinh giao cảm tăng động, có nguy cơ cao mắc các bệnh tim mạch nặng và tử vong do mọi nguyên nhân.

## Dịch tễ học

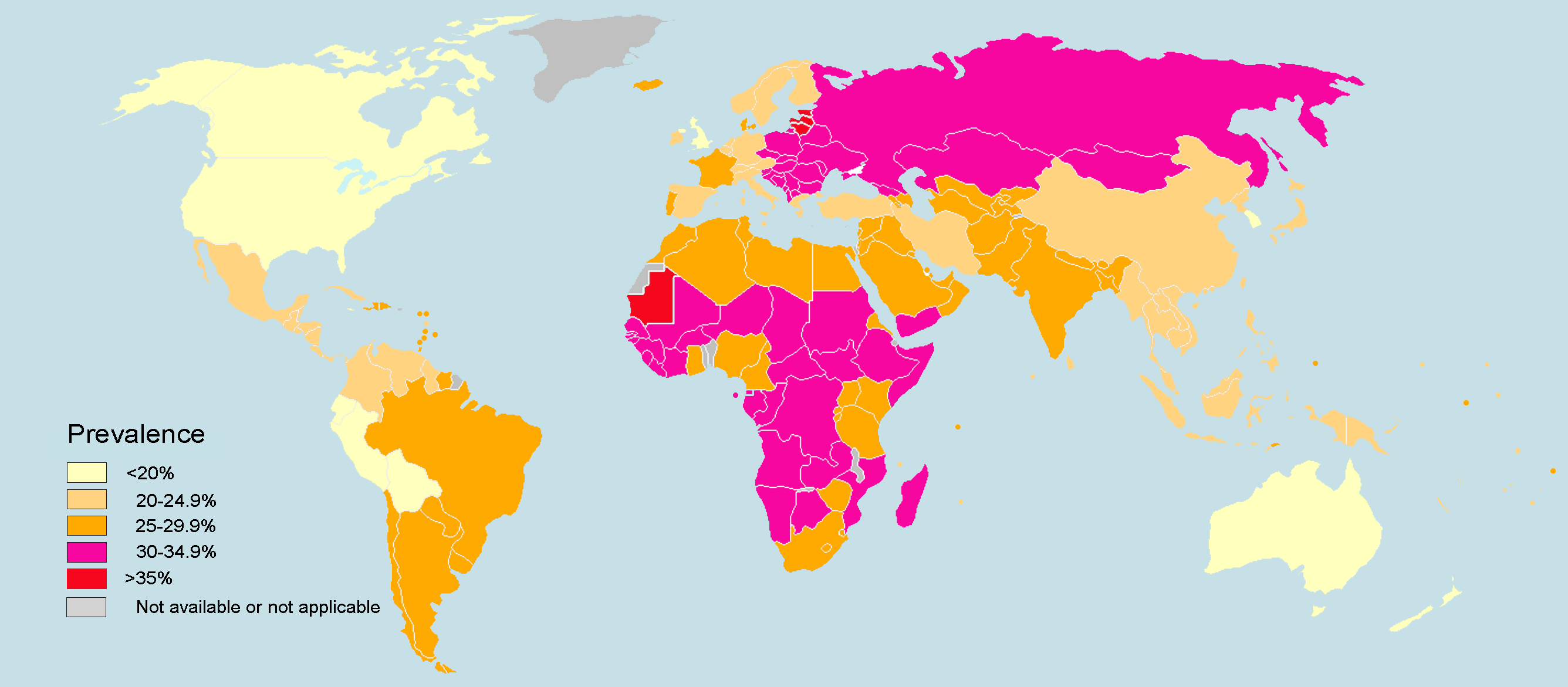
Tỷ lệ tăng huyết áp ở nam giới trưởng thành năm 2014

Số năm sống được điều chỉnh theo mức độ bệnh tật (DALY) đối với bệnh tim tăng huyết áp trên 100.000 cư dân năm 2004
không có dữ liệu
<110
110–220
220–330
330–440
440–550
550–660
660–770
770–880
880–990
990–1100
1100–1600
>1600

| không có dữ liệu <110 110–220 220–330 330–440 440–550 550–660 | 660–770 770–880 880–990 990–1100 1100–1600 >1600 |

### Người trưởng thành
Tính đến  năm 2014, khoảng 22% dân số thế giới bị tăng huyết áp. Tỷ lệ nam giới mắc cao hơn, ngoài ra tăng huyết áp thường gặp ở những người có địa vị kinh tế xã hội thấp và tỷ lệ tăng dần theo tuổi tác. Tăng huyết áp phổ biến ở các nước có thu nhập cao, trung bình và thấp. Năm 2004, tỷ lệ mắc bệnh cao huyết áp cao nhất ở Châu Phi (30%, cả hai giới) và thấp nhất ở Châu Mỹ (18%, cả hai giới). Tỷ lệ cũng khác nhau rõ rệt giữa các vùng với tỷ lệ chỉ khoảng 3,4% (nam) và 6,8% (nữ) ở vùng nông thôn Ấn Độ. Tuy nhiên tỷ lệ này lên đến 68,9% (nam) và 72,5% (nữ) ở Ba Lan. Tỷ lệ ở Châu Phi là khoảng 45% vào năm 2016.
Ở Châu Âu, tính đến  năm 2013, tăng huyết áp có ở khoảng 30–45% dân số. Năm 1995, ước tính có 43 triệu người (24% dân số) ở Hoa Kỳ bị tăng huyết áp hoặc đang dùng thuốc hạ huyết áp. Đến năm 2004, con số này đã tăng lên 29% và vào năm 2017 là 32% (76 triệu người Mỹ trưởng thành). Năm 2017, do định nghĩa về tăng huyết áp thay đổi, 46% người dân ở Hoa Kỳ bị mắc tăng huyết áp. Người trưởng thành người Mỹ gốc Phi ở Hoa Kỳ có tỷ lệ tăng huyết áp cao nhất thế giới: 44%. Tăng huyết áp cũng phổ biến hơn ở người Mỹ gốc Philippines và ít phổ biến hơn ở người Mỹ da trắng và người Mỹ gốc México. Sự khác biệt về tỷ lệ tăng huyết áp là do nhiều yếu tố và đang được nghiên cứu.

### Trẻ em
Tỷ lệ tăng huyết áp trẻ em và thanh thiếu niên đã tăng lên trong 20 năm qua tại Hoa Kỳ. Tăng huyết áp trẻ em, đặc biệt là ở lứa tuổi thanh thiếu niên, thường là thứ phát sau một rối loạn tiềm ẩn. Bệnh thận là nguyên nhân thứ phát phổ biến nhất gây tăng huyết áp ở trẻ em và thanh thiếu niên. Tuy nhiên, tăng huyết áp nguyên phát vẫn chiếm phần lớn.

### Tại Việt Nam
Tại Việt Nam, năm 2000 có khoảng 16,3% người lớn bị tăng huyết áp, đến năm 2009 tỷ lệ tăng huyết áp ở người lớn là 25,4% và năm 2016 tỷ lệ người lớn bị tăng huyết áp là khoảng 48%.
Theo Hội Tim mạch học Việt Nam, năm 2015, nghiên cứu thống kê trên 5.454 người trưởng thành (từ 25 tuổi trở lên) trong quần thể 44 triệu người tại 8 tỉnh thành trên toàn quốc về bệnh tăng huyết áp. Kết quả cho thấy có 47,3% người bị tăng huyết áp, trong số những người bị tăng huyết áp này có 39,1% không được phát hiện bị tăng huyết áp, 69% bị tăng huyết áp chưa kiểm soát được.

## Tiên lượng

Sơ đồ minh họa các biến chứng chính của tăng huyết áp kéo dài, không được điều trị

Tăng huyết áp là yếu tố nguy cơ gây tử vong sớm hay gặp nhất nhưng có thể ngăn ngừa được trên toàn thế giới. Tăng huyết áp làm tăng nguy cơ mắc bệnh nhồi máu cơ tim, đột quỵ, bệnh mạch máu ngoại biên, và các bệnh tim mạch khác, bao gồm suy tim, phình động mạch chủ, xơ vữa động mạch lan tỏa, bệnh thận mạn tính, rung nhĩ, ung thư, lơ xê mi và thuyên tắc động mạch phổi. Tăng huyết áp cũng là một yếu tố nguy cơ gây suy giảm nhận thức và sa sút trí tuệ. Các biến chứng khác bao gồm bệnh võng mạc tăng huyết áp và bệnh thận tăng huyết áp.

## Lịch sử

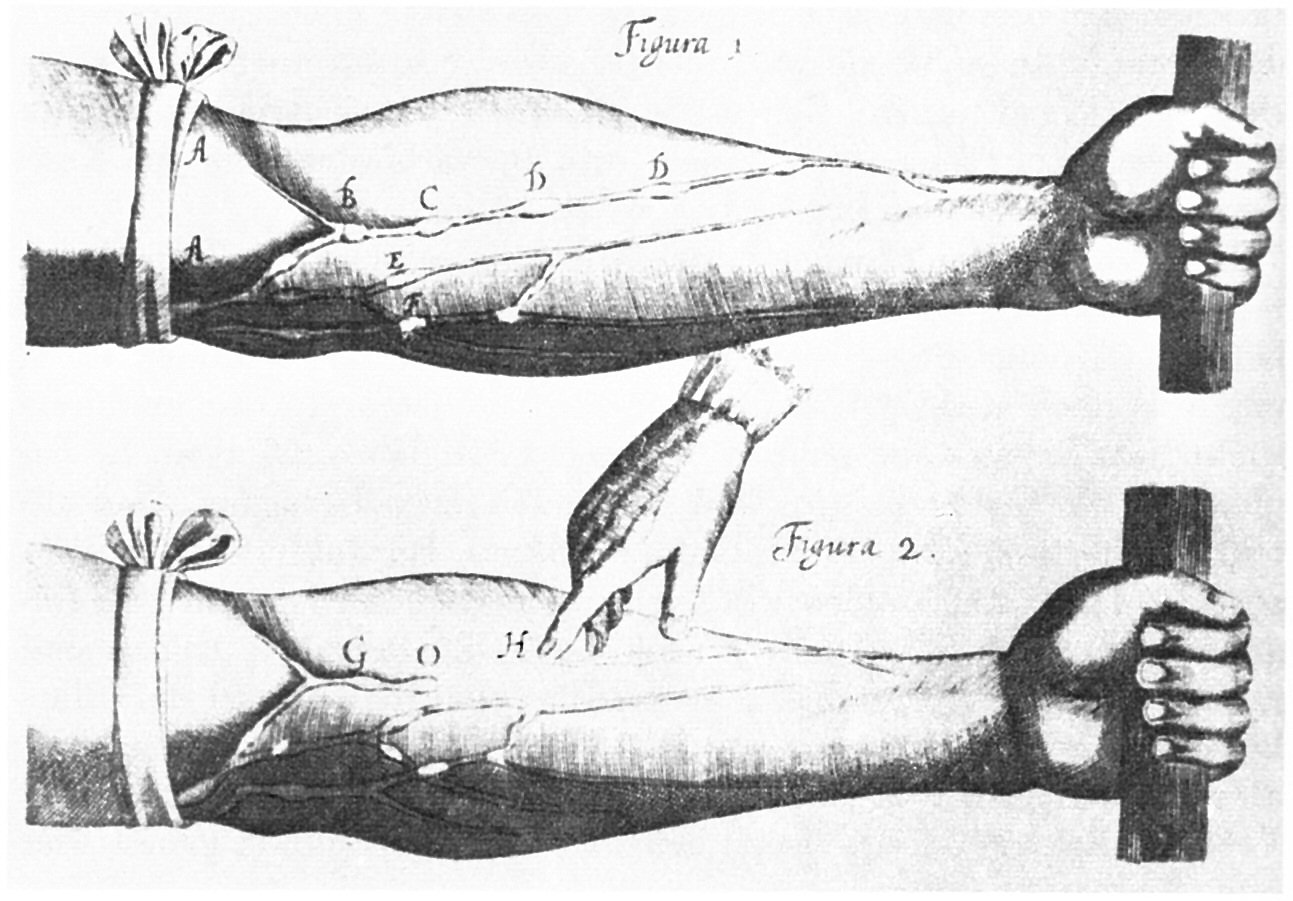
Hình ảnh mô tả tĩnh mạch trong cuốn Exercitatio Anatomica de Motu Cordis et Sanguinis in Animalibus của Harvey

### Đo huyết áp
Bác sĩ William Harvey (1578–1657) mô tả sự lưu thông máu của cơ thể trong cuốn sách "De motu cordis". Ông là người đặt nền móng cho lý thuyết về hệ tuần hoàn của y học hiện đại. Giáo sĩ người Anh Stephen Hales thực hiện đo huyết áp lần đầu tiên vào năm 1733. Tuy nhiên, tăng huyết áp được định nghĩa lâm sàng khi Scipione Riva-Rocci phát minh ra bộ đo huyết áp cơ học vào năm 1896. Bộ đo huyết áp này cho phép đo áp suất tâm thu trong phòng khám một cách dễ dàng. Năm 1905, Nikolai Korotkov cải tiến kỹ thuật bằng cách mô tả tiếng Korotkoff khi nghe động mạch bằng ống nghe trong khi xả từ từ áp suất của bao tay bọc vải. Kỹ thuật này cho phép đo huyết áp tâm thu và huyết áp tâm trương.

### Nhận biết bệnh
Các triệu chứng tương tự như triệu chứng của cơn tăng huyết áp được thảo luận trong các y văn Ba Tư thời trung cổ, bao gồm đau đầu, nặng đầu, cử động chậm chạp, đỏ toàn thân và cảm giác nóng khi chạm vào cơ thể, mạch huyền (tức là mạch căng như sờ sợi dây đàn, cứng, thế mạch khẩn cấp, có lực), mạch sác (tức là mạch nhanh), da căng, nước tiểu có màu và đặc, chán ăn, thị lực kém, tính khí uất kết, ngáp, buồn ngủ, vỡ mạch và đột quỵ do xuất huyết.
Thomas Young năm 1808 và đặc biệt là Richard Bright năm 1836 đã mô tả tăng huyết áp như một căn bệnh. Frederick Akbar Mahomed (1849–1884) là người đầu tiên báo cáo trường hợp tăng huyết áp ở một bệnh nhân không có bằng chứng về bệnh thận.

### Điều trị
Trong lịch sử, để điều trị bệnh này có một số phương pháp làm giảm lượng máu tuần hoàn như là trích máu hoặc dùng đỉa để hút máu. Hoàng Đế Trung Hoa, Cornelius Celsus, Galen, và Hippocrates ủng hộ phương pháp trên.
Vào thế kỷ 19 và 20, trước khi có thuốc điều trị tăng huyết áp, có ba phương thức điều trị nhưng đều có nhiều tác dụng phụ, đó là: hạn chế natri nghiêm ngặt (ví dụ: chế độ ăn chỉ ăn cơm), cắt hạch thần kinh giao cảm (là một phẫu thuật can thiệp vào hệ thần kinh giao cảm), và liệu pháp pyrogen (tiêm chất gây sốt, gián tiếp làm giảm huyết áp).
Hóa dược đầu tiên điều trị tăng huyết áp là natri thiocyanat được sử dụng vào năm 1900 nhưng có nhiều tác dụng phụ và không được phổ biến. Một số tác nhân khác đã được phát triển sau Chiến tranh thế giới thứ hai, phổ biến nhất và có hiệu quả là tetramethylamoni chloride, hexamethonium, hydralazine và reserpine (có nguồn gốc từ cây thuốc Ba gạc hoa đỏ). Tuy nhiên không có dược chất nào nêu trên được dung nạp tốt. Việc phát hiện ra các tác nhân hóa dược dung nạp tốt qua đường uống là bước đột phá lớn trong điều trị tăng huyết áp, đó là chlorothiazide. Đây là lợi tiểu thiazide đầu tiên, được phát triển từ kháng sinh sulfanilamide, có sẵn vào năm 1958. Sau đó, thuốc chẹn beta, thuốc chẹn kênh calci, thuốc ức chế men chuyển angiotensin (ACEi), thuốc chẹn thụ thể angiotensin (ARB) và thuốc ức chế renin đã được phát triển thành thuốc hạ huyết áp.

## Xã hội và văn hoá

### Nhận thức

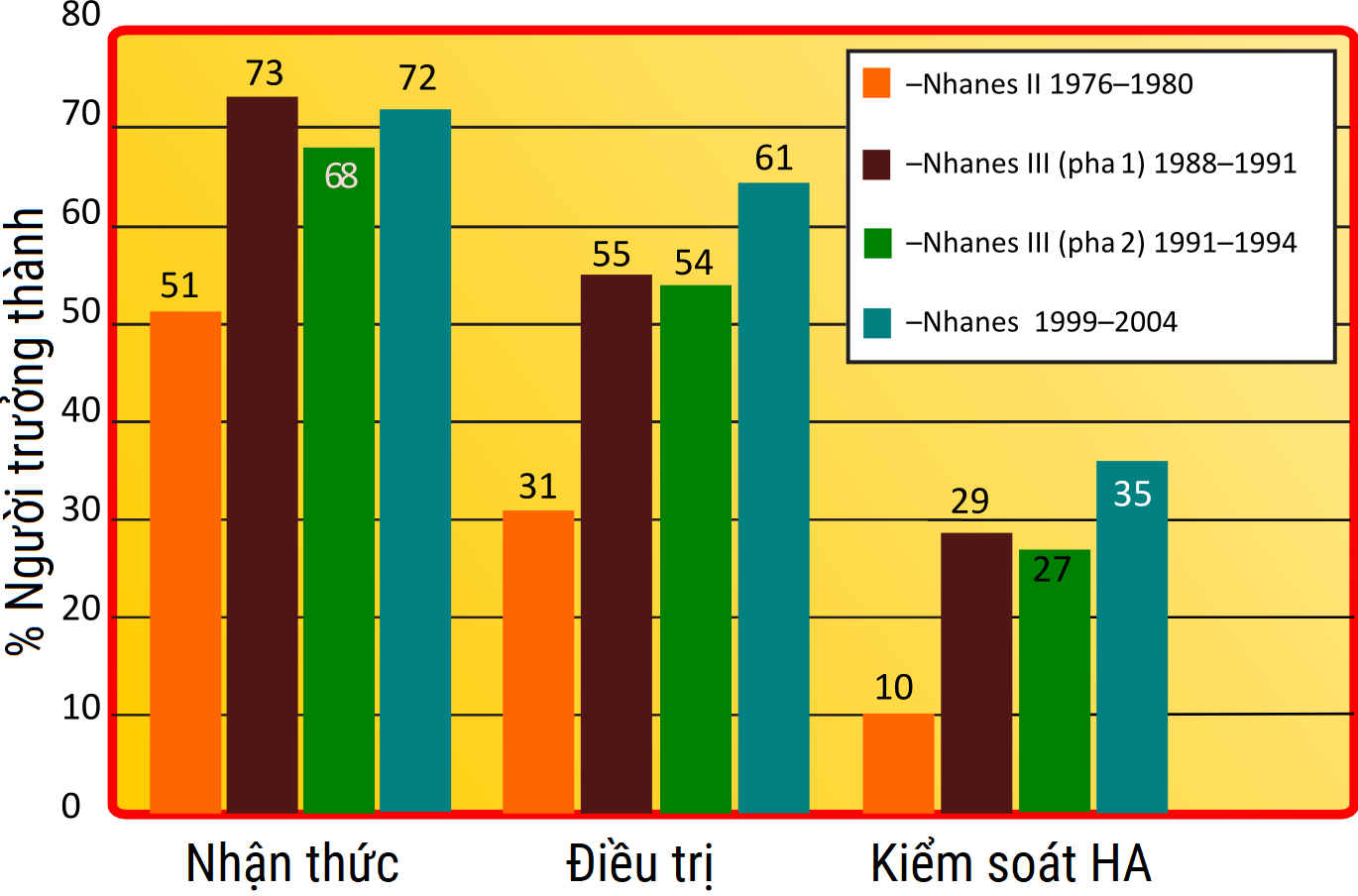
Biểu đồ mô tả tỷ lệ người trưởng thành được nhận thức, được điều trị và được kiểm soát huyết áp trong 4 nghiên cứu của điều tra NHANES (Chương trình khảo sát nghiên cứu sức khỏe và dinh dưỡng quốc gia)

Tổ chức Y tế Thế giới xác định tăng huyết áp là nguyên nhân hàng đầu gây tử vong do tim mạch. Hiệp hội Tăng huyết áp Thế giới (WHL) là một tổ chức hợp bởi 85 hiệp hội tăng huyết áp của các quốc gia, đã công nhận rằng hơn 50% dân số mắc tăng huyết áp trên toàn thế giới không biết về tình trạng bệnh của họ. Để giải quyết vấn đề này, WHL khởi xướng chiến dịch nâng cao nhận thức toàn cầu về tăng huyết áp vào năm 2005, lấy ngày 17 tháng 5 hàng năm là Ngày Thế giới phòng, chống tăng huyết áp. Trong 3 năm từ năm 2005 đến năm 2008, nhiều hiệp hội của các quốc gia đã tham gia vào Ngày Thế giới phòng, chống tăng huyết áp, đổi mới hoạt động nhằm truyền tải thông điệp đến công chúng. Năm 2007, có sự tham gia của 47 quốc gia thành viên của WHL. Trong tuần lễ hưởng ứng Ngày Thế giới phòng, chống tăng huyết áp, các hiệp hội tăng huyết áp của các quốc gia hợp tác với chính quyền địa phương, hiệp hội nghề nghiệp, tổ chức phi chính phủ và công nghiệp tư nhân nhằm nâng cao nhận thức về tăng huyết áp cho người dân thông qua các phương tiện truyền thông và biểu ngữ. Thông điệp còn được gửi qua các phương tiện thông tin đại chúng như Internet và truyền hình và đã tiếp cận được 250 triệu người. Khi nguồn lực tăng lên hàng năm, WHL tự tin rằng gần như khoảng 1,5 tỷ người bị ảnh hưởng bởi tăng huyết áp có thể tiếp cận được thông tin và nâng cao nhận thức về căn bệnh này.

### Kinh tế học
Tăng huyết áp là tình trạng y tế mạn tính phổ biến nhất khiến bệnh nhân phải đến khám tại nơi cung cấp dịch vụ chăm sóc sức khỏe ban đầu ở Hoa Kỳ. Hội Tim mạch Hoa Kỳ ước tính chi phí trực tiếp và gián tiếp để điều trị bệnh tăng huyết áp trong năm 2010 là 76,6 tỷ USD. Năm 2010, ở Mỹ, 80% người bị tăng huyết áp biết về tình trạng của họ, 71% dùng một số loại thuốc hạ huyết áp, nhưng chỉ có 48% người biết kiểm soát tăng huyết áp một cách thích hợp. Quản lý đầy đủ bệnh tăng huyết áp bị cản trở bởi những bất cập trong chẩn đoán, điều trị hoặc kiểm soát huyết áp. Các nhà cung cấp dịch vụ chăm sóc sức khỏe phải đối mặt với nhiều trở ngại trong việc kiểm soát huyết áp, bao gồm cả trường hợp có tăng huyết áp kháng trị. Bệnh nhân có những thách thức phải đối mặt trong việc tuân thủ lịch dùng thuốc và thay đổi lối sống. Tuy nhiên, mục tiêu về huyết áp cơ bản là có thể đạt được, và quan trọng nhất, việc hạ huyết áp để đạt mục tiêu làm giảm đáng kể nguy cơ tử vong do bệnh tim và đột quỵ, giảm sự tiến triển của các tình trạng suy đa cơ quan khác và giảm chi phí liên quan đến chăm sóc y tế.

## Tăng huyết áp ở động vật
Tăng huyết áp ở mèo được định nghĩa là khi HATT lớn hơn 150 mmHg, thuốc amlodipine là hướng điều trị đầu tiên. Mèo có HATT trên 170 mmHg được coi là cơn tăng huyết áp. Nếu mèo có các vấn đề khác như bệnh thận hoặc bong võng mạc thì cần theo dõi để huyết áp dưới 160 mmHg.
Huyết áp bình thường ở chó có thể khác nhau đáng kể giữa các giống chó nhưng tăng huyết áp thường được chẩn đoán nếu HATT trên 160 mmHg, đặc biệt khi tăng huyết áp có liên quan đến tổn thương cơ quan đích. Thuốc ức chế hệ renin-angiotensin và thuốc chẹn kênh calci thường được sử dụng để điều trị tăng huyết áp ở chó, còn các loại thuốc khác có thể được chỉ định cho các tình trạng cụ thể gây ra tăng huyết áp.